# しがぎんリース・キャピタル
しがぎんリース・キャピタル株式会社（しがぎんりーす・きゃぴたる、英文社名：SHIGAGIN LEASE CAPITAL CO.,LTD.）は、滋賀県大津市に本社を置く、日本の総合リース・投資会社。滋賀銀行の連結子会社。

## 概要
1985年にしがぎんリース株式会社として設立。その後別会社であったしがぎんキャピタル株式会社と合併し、現在の名称となった。滋賀県を拠点とし、中小企業の環境配慮に対する取組支援を行う。2004年に日本政策投資銀行より、環境への取組評価から「環境配慮型経営促進事業」制度による融資が実行された（地方銀行系リース会社では全国初）。また、地域の環境保全活動に対する支援を目的として、NPO法人の自立を支援する基金へも寄付を行っている。
2014年4月には滋賀銀行と共同で、地域経済活性化支援機構（旧企業再生支援機構）のファンド運営子会社REVICキャピタルとしがぎん成長戦略ファンド投資事業有限責任組合を設立し、滋賀県を中心に活動する中堅・中小企業の事業支援を行っている。

## 沿革
- 1985年 - しがぎんリース株式会社設立。
- 2000年 - しがぎんキャピタル株式会社と合併ししがぎんリース・キャピタル株式会社設立。
- 2002年 - ISO14001認証を取得。
- 2014年 - 滋賀銀行・REVICキャピタルとしがぎん成長戦略ファンド投資事業有限責任組合を設立。